# Merseburg
Merseburg är en stad i mellersta Tyskland och huvudort i länet Saalekreis i förbundslandet Sachsen-Anhalt. Staden ligger vid floden Saale, 25 kilometer väster om Leipzig och 17 km söder om Halle an der Saale.

## Historia
Omkring staden finns förhistoriska arkeologiska lämningar som visar att platsen varit bebodd sedan stenåldern. Orten omnämns som "mersiburc civitas" i dokument från slutet av 800-talet. Kungen Henrik I av Sachsen lät grunda ett kungligt residens (Königspfalz) på platsen någon gång efter år 919, som blev föregångaren till det på 1400-talet uppförda renässansslottet.

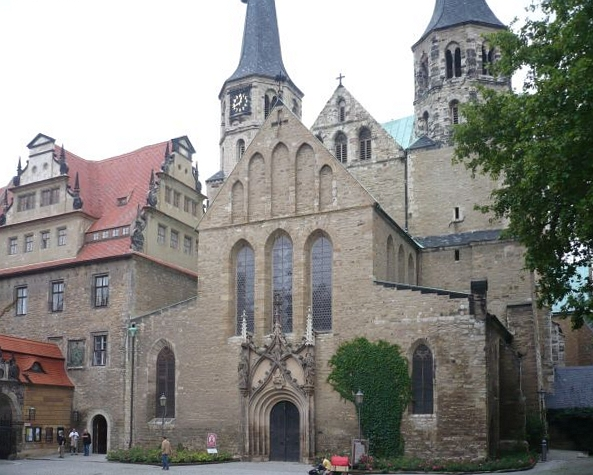
Portalen till Merseburgs domkyrka, grundlagd år 1015.

Merseburg var under tidig medeltid en av de viktigaste städerna i mellersta Tyskland och blev biskopssäte 968. Merseburg blev därmed huvudstad i ett litet furstbiskopsdöme, biskopsdömet Merseburg, vars världsliga län, sedermera kallat Küchenamt Merseburg, huvudsakligen omfattade staden med omgivande byar, men det andliga stiftet omfattade även ett större område inklusive staden Leipzig, med biskoparna underställda ärkebiskoparna av Magdeburg. Stiftet drogs in år 981, men återupprättades 1004. Här verkade under början av 1000-talet historiekrönikören Thietmar av Merseburg som furstbiskop och lät grundlägga stadens nuvarande domkyrka. Vid 1500-talets mitt sekulariserades furstbiskopsdömet och tillföll kurfurstendömet Sachsen.
Från 1656 till 1738 var staden residensstad för hertigarna av Sachsen-Merseburg. I samband med Wienkongressen 1815 blev Merseburg en del av kungariket Preussen.
1846 anslöts staden till järnvägsnätet och fick en station på järnvägen Halle an der Saale - Naumburg an der Saale.
Merseburgs gamla stadskärna och slott skadades svårt i flera bombangrepp i slutet av andra världskriget. Återuppbyggnaden inriktade sig under 1950-talet huvudsakligen på uppförandet av moderna förorter. Från 1960-talet fram till 1980-talet revs stora delar av den gamla stadskärnan och ersattes med funktionalistisk arkitektur. Under DDR-epoken var orten från 1952 huvudort i Kreis Merseburg, som 1994 efter Tysklands återförening uppgick i Landkreis Merseburg-Querfurt.
Sedan en administrativ reform 2007 är staden idag huvudort i länet Saalekreis.

## Näringsliv
Stadens södra del domineras av industrin Leunaverken.

## Utbildning

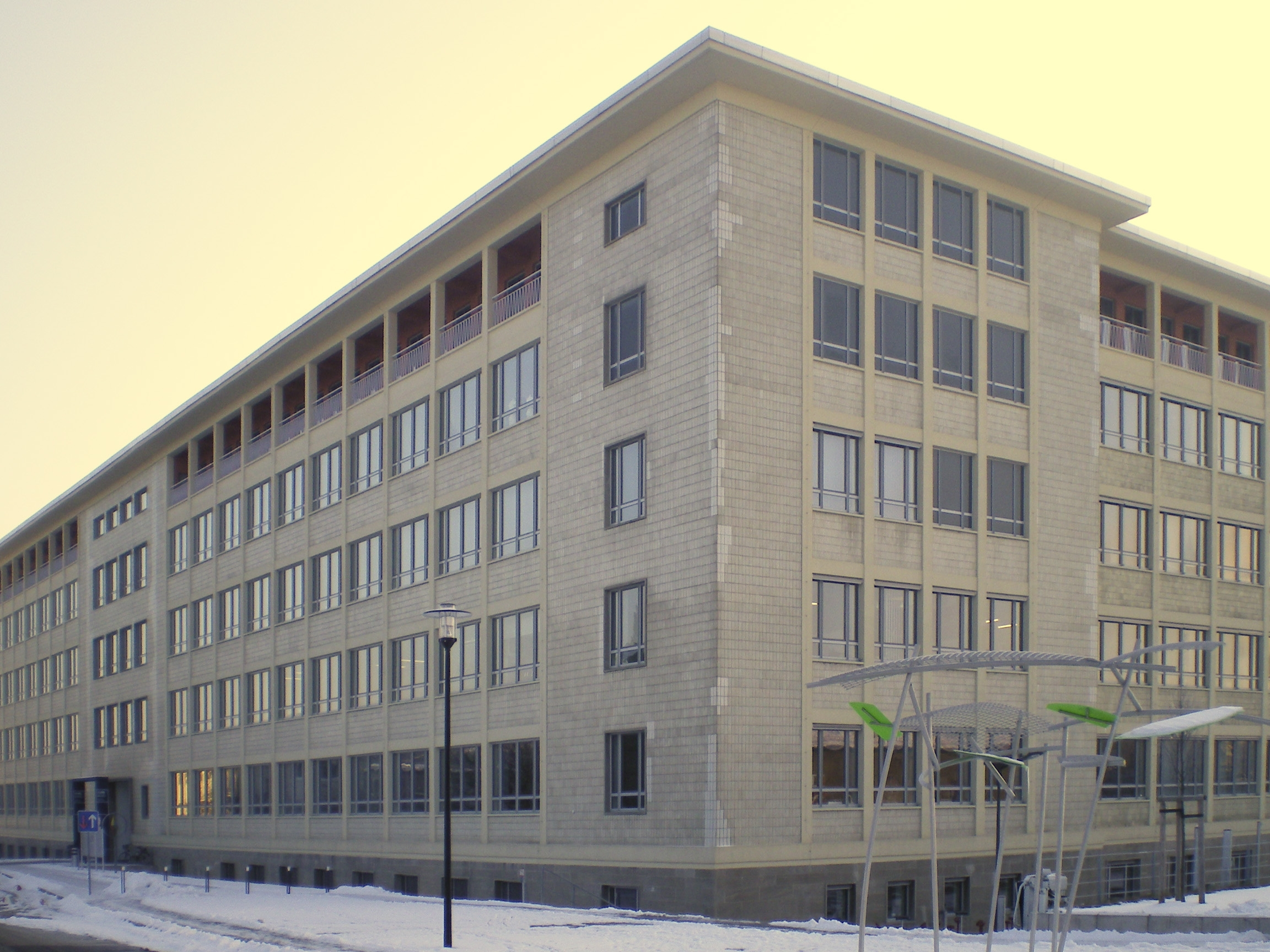
Merseburgs högskola

Merseburgs högskola bildades 1 april 1992 ur den tidigare Technische Hochschule Leuna-Merseburg. Högskolan erbjuder elva Bachelor-program och nio Master-program, inom bland annat ingenjörsvetenskap, teknik, ekonomi, socialt arbete, medievetenskap och kulturvetenskap. Högskolan har omkring 2700 studenter (vintern 2012/2013).

## Kommunikationer
Merseburgs järnvägsstation invigdes 1846 och ligger på den gamla stambanan Berlin - Halle an der Saale - Bebra - Fulda - Frankfurt am Main. Idag trafikeras stationen av regionaltåg i riktningarna mot Naumburg, Halle an der Saale, Eisenach, Querfurt och Schafstädt.
Staden är ansluten till Halle an der Saales spårvägsnät, med direkt förbindelse till Halle och Bad Dürrenberg, vilket är Europas längsta sammanhängande spårvägslinje.
Motorvägarna A9 (Berlin - München) och A38 (Göttingen - Halle an der Saale/Leipzig) passerar förbi staden.
Förbundsvägarna Bundesstrasse 91 (Halle - Zeitz) och Bundesstrasse 181 (Merseburg - Leipzig) passerar även genom staden.
Närmaste flygplats är Leipzig/Halles flygplats, omkring 30 km åt nordost.

## Kultur och sevärdheter

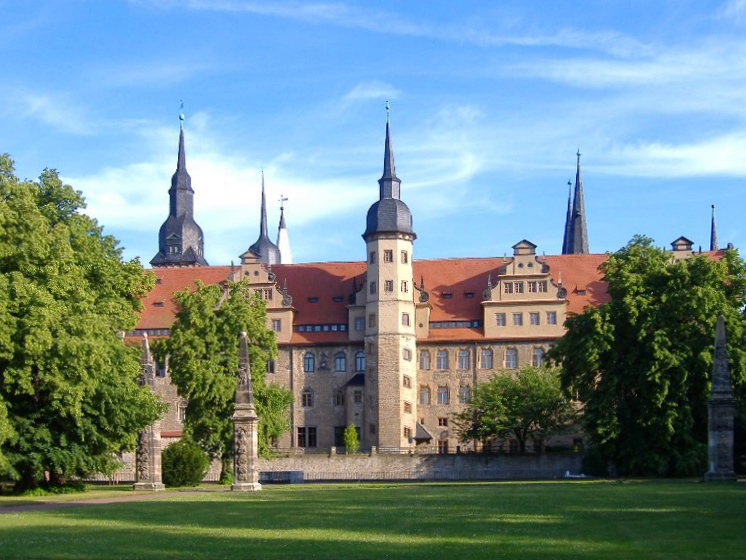
Merseburgs slott sett från slottsparken.

Till de viktigaste sevärdheterna hör:
- Merseburgs slott, uppfört 1470-1500, med den tillhörande slottsparken. Slottet inrymmer idag det kulturhistoriska länsmuseet och musikskolan.
- Merseburgs domkyrka, grundlagd av biskopen Thietmar av Merseburg år 1015.
- Deutsches Chemie-Museum Merseburg, industrihistoriskt museum om regionens kemiindustri.
- Luftfahrt- und Technikmuseum Merseburg, luftfarts- och tekniskt museum med tyngdpunkt på den tekniska utvecklingen i regionen och i Östtyskland.

## Galleri

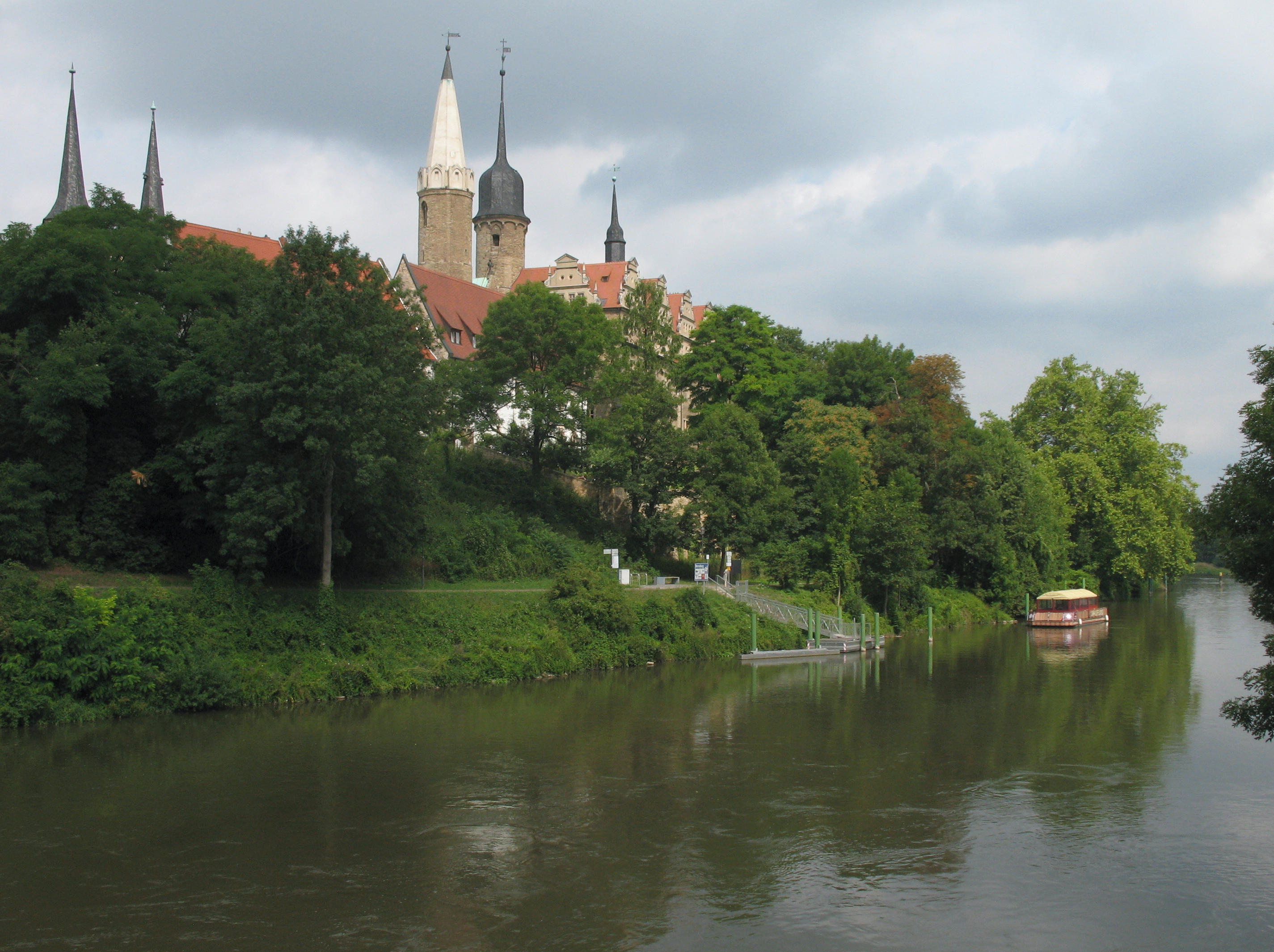
Ån Saale vid Merseburg